# Maceo (Colombia)
Maceo è un comune della Colombia facente parte del dipartimento di Antioquia.
Confina a nord con il comune di Yolombó, ad est con il comune di Puerto Berrío, a sud con i comuni di Puerto Berrío e Caracolí e ad ovest con i comuni di San Roque e Yolombó.
Il centro abitato venne fondato da Marco Antonio Cardona nel 1910, mentre l'istituzione del comune è del 1942.